# 大幻影
《大幻影》（法語：La Grande Illusion）是一部1937年的法国战争电影，由让·雷诺阿导演，剧本由他和查尔斯·斯巴克共同创作。
本片讲述了一战期间几位法国俘虏的越狱故事。片名来自英国经济学家诺曼·安吉尔的同名著作（《The Great Illusion》），该书认为因为欧洲国家的共同经济利益，战争是无意义的。本电影以人道主义视角对待了各个国家的角色。影评人和电影历史学家认为本片是法国电影史上的杰作，也是史上最伟大的电影之一。奧森·威爾斯把《大幻影》列入他会“带上方舟”的电影之一。 《帝國雜誌》的“百部最好的世界电影”榜单将其列为第35位。

## 剧情

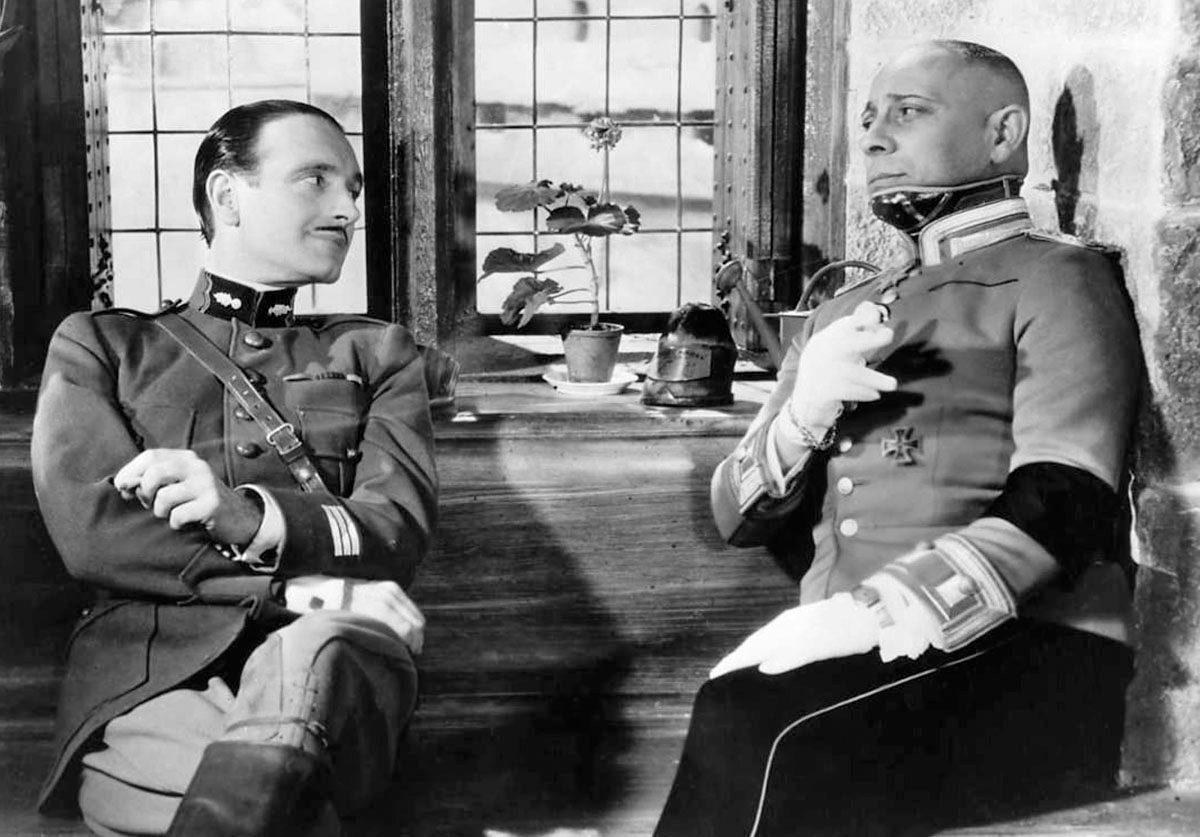
皮埃爾·弗雷奈和艾利·馮·史托洛海姆在冯·劳芬施泰因的温特斯伯恩办公室

在第一次世界大战期间，两名法国飛行員，贵族上尉德博耶尔迪厄和工人階級中尉马雷夏尔，着手调查侦察照片上发现的一个模糊点。他们被德国王牌飞行员，贵族骑兵上尉冯·劳芬施泰因击落，两人都被德军俘虏。回到机场后，冯·劳芬施泰因派了一名下属去了解这两名飞行员是否是军官，如果是的话，请他们吃午饭。吃饭时，冯·劳芬施泰因和德博耶尔迪厄发现他们有共同的熟人。
德博耶尔迪厄和马雷夏尔随后被带到戰俘營，在那里他们遇到了一群过得多姿多彩的法国囚犯，并在德军在史诗般的凡尔登战役中占领杜欧蒙堡后上演了一场杂耍式的表演。在表演期间，传来了法国人夺回要塞的消息。马雷夏尔打断了演出，法国囚犯们自发地唱起了馬賽曲。由于这次打断，马雷夏尔被单独监禁，在那里他因缺乏人际交往和饥饿而痛苦不堪；在他被监禁期间，要塞再次易手。德博耶尔迪厄和马雷夏尔还帮助他们的同伴完成了逃跑隧道的挖掘工作。然而，就在隧道完工之前，所有人都被转移到别的营地。由于语言不通，马雷夏尔无法将地道的消息传给一个即将到来的英国囚犯。
德博耶尔迪厄和马雷夏尔被从一个营地转移到另一个营地，最后到达温特斯伯恩，一个由冯·劳芬施泰因指挥的山地要塞监狱，冯·劳芬施泰因在战斗中受了重伤，被安排到远离前线的地方工作，这让他非常遗憾。冯·劳芬施泰因告诉他们，没人能逃得出温特斯伯恩。
在温特斯伯恩，德博耶尔迪厄和马雷夏尔与原来集中营里的一个同伴罗森塔尔重逢。罗森塔尔是一个富有的法国犹太人，他是一个归化的法国公民，慷慨地分享他收到的食品包裹。德博耶尔迪厄在仔细观察了德国守卫如何应对紧急情况后，想出了一个主意。他自愿分散卫兵的注意力，让马雷夏尔和罗森塔尔在几分钟内逃走。在囚犯们发动了一场骚乱之后，卫兵们被命令将他们集合到要塞的院子里。在点名时，人们发现德博耶尔迪厄失踪了。他在堡垒的高处露面，吸引了德国卫兵的追击。马雷夏尔和罗森塔尔趁机把一根自制的绳子从窗户上放下来，然后逃走了。
冯·劳芬施泰因不让卫兵向德博耶尔迪厄开枪，并恳求他的朋友投案自首。德博耶尔迪厄拒绝了，冯·劳芬施泰因虽不情愿也只得亲自用手枪向他射击，本来瞄准的是他的腿，但却致命地击中了他的腹部。德博耶尔迪厄在最后时刻被陷入悲伤的冯·劳芬施泰因照顾着，他哀叹道，贵族阶级存在的全部目的以及他们对法国和德国文化的作用正在被战争摧毁。他对冯·劳芬施泰因表示同情。冯·劳芬施泰因将不得不在战后的世界中寻找新的生活目标。
马雷夏尔和罗森塔尔穿越德国乡村，试图到达中立国瑞士。罗森塔尔的脚受伤了，拖累了马雷夏尔。他们争吵并分开，但后来马雷沙尔又回来帮助他的同志。他们在一位德国妇女埃尔莎的简陋农舍中避难，她在凡尔登失去了丈夫，还有三个兄弟，她用平静而又讽刺的语气将这些战斗称为“我们最大的胜利”。她收留了他们，没有把他们出卖给路过的德军巡逻队。她和马雷夏尔相爱了，尽管彼此语言不通。但在罗森塔尔伤愈后，马雷夏尔和罗森塔尔最终还是因责任感而离开了。马雷夏尔说，如果他能在战争中幸存下来，他将回到埃尔莎和她的小女儿洛特身边。
一支德军巡逻队看到这两名战俘正在穿越一个白雪覆盖的山谷。他们开了几枪，但随后他们的指挥官命令他们停下来，说这两人已经越过了瑞士。

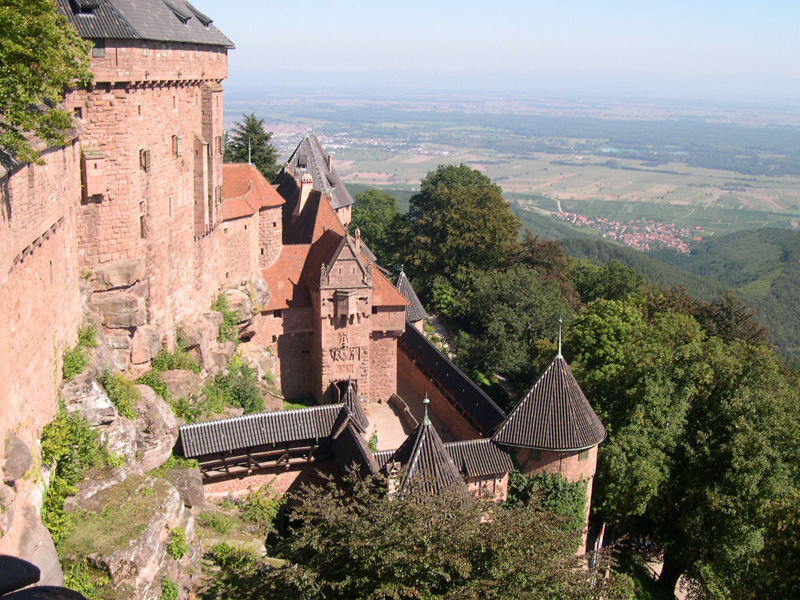
片中出现过的国王城堡

## 演员表
- 尚·嘉賓 饰 马雷夏尔中尉，法國軍官，社會背景普通
- 馬塞爾·達利歐（英语：Marcel Dalio） 饰 羅森塔爾中尉，法國軍官，具有阿什肯納茲猶太血統的暴發戶
- 皮埃爾·弗雷奈（英语：Pierre Fresnay） 饰 德博耶尔迪厄上尉，法國王牌飞行员，法国贵族阶级
- 艾利·馮·史托洛海姆 饰 冯·劳芬施泰因上尉（後少校），德國王牌飞行员，德國貴族阶级
- 蒂塔·保洛（英语：Dita Parlo） 饰 埃尔莎，德國農場主婦，戰爭寡婦
- 朱利安·卡雷特（英语：Julien Carette） 饰 卡蒂埃，雜耍表演者
- 加斯頓·莫多（英语：Gaston Modot） 饰 工程師
- 喬治·佩克萊（英语：Georges Péclet） 饰 军官
- 維爾納·弗洛里安 饰 阿蒂尔中士
- 讓·達斯特（英语：Jean Dasté） 饰 教师
- 西尔万·伊特金恩 饰 德莫尔代中尉